# 刑部 (八尾市)
刑部（おさかべ）は、大阪府八尾市の地名。現行行政地名は刑部一丁目から刑部四丁目と大字刑部。住居表示は未実施。

## 歴史
令制国一覧 > 畿内 > 河内国 > 若江郡 > 刑部村ほか
旧玉櫛川の左岸に位置し、奈良時代頃から若江郡七郷の一つである「刑部郷」の地名が文献（和名抄）で確認できる。刑部氏が当地を本拠としていたと考えられている。
正保郷帳の写しとされる河内国一国村高控帳石高は523石余。江戸時代における支配者は最初は大坂城代役知、その後支配者が頻繁に変わり、宝永7年から享保15年まで幕府領、以降は大坂城代土岐頼稔領、のち頼稔の上野沼田藩への入部により沼田藩領となり幕末に至る。明治期の市町村制施行により曙川村の大字となる。八尾市合併後の昭和50年（1975年）に町名地番の変更が行われ、丁目表示されるようになった。
2019年（令和元年）12月20日 - 曙川南土地区画整理事業換地処分に伴い、大字刑部の一部を都塚北一丁目・二丁目、柏村町三丁目に分離。

## 地理
近鉄高安駅の南西に位置し、地域は南北に細長い。府道柏村南本町線より北側は住宅地であるが、南側は大半が田畑となっている。

## 世帯数と人口
2020年（令和2年）3月31日現在（八尾市発表）の世帯数と人口は以下の通りである。
| 大字・丁目       | 世帯数    | 人口    |
| ---------------- | --------- | ------- |
| 刑部・刑部一丁目 | 463世帯   | 1,072人 |
| 刑部二丁目       | 432世帯   | 991人   |
| 刑部三丁目       | 285世帯   | 651人   |
| 刑部四丁目       | 641世帯   | 1,495人 |
| 計               | 1,821世帯 | 4,209人 |

### 人口の変遷
国勢調査による人口の推移。
| 1995年（平成7年）  | 4,253人 | [ 6 ]  |  |
| 2000年（平成12年） | 4,340人 | [ 7 ]  |  |
| 2005年（平成17年） | 4,337人 | [ 8 ]  |  |
| 2010年（平成22年） | 4,350人 | [ 9 ]  |  |
| 2015年（平成27年） | 4,267人 | [ 10 ] |  |

### 世帯数の変遷
国勢調査による世帯数の推移。
| 1995年（平成7年）  | 1,470世帯 | [ 6 ]  |  |
| 2000年（平成12年） | 1,555世帯 | [ 7 ]  |  |
| 2005年（平成17年） | 1,626世帯 | [ 8 ]  |  |
| 2010年（平成22年） | 1,662世帯 | [ 9 ]  |  |
| 2015年（平成27年） | 1,659世帯 | [ 10 ] |  |

## 学区
市立小・中学校に通う場合、学区は以下の通りとなる（2020年5月時点）。
| 大字・丁目 | 番・番地等 | 小学校             | 中学校               |
| ---------- | ---------- | ------------------ | -------------------- |
| 刑部       | 全域       | 八尾市立曙川小学校 | 八尾市立曙川南中学校 |
| 刑部一丁目 | 全域       | 八尾市立刑部小学校 | 八尾市立曙川南中学校 |
| 刑部二丁目 | 全域       | 八尾市立刑部小学校 | 八尾市立曙川南中学校 |
| 刑部三丁目 | 全域       | 八尾市立刑部小学校 | 八尾市立曙川南中学校 |
| 刑部四丁目 | 全域       | 八尾市立刑部小学校 | 八尾市立曙川南中学校 |

## 事業所
2016年（平成28年）現在の経済センサス調査による事業所数と従業員数は以下の通りである。
| 大字・丁目 | 事業所数 | 従業員数 |
| ---------- | -------- | -------- |
| 刑部       | 3事業所  | 38人     |
| 刑部一丁目 | 32事業所 | 198人    |
| 刑部二丁目 | 26事業所 | 94人     |
| 刑部三丁目 | 10事業所 | 46人     |
| 刑部四丁目 | 16事業所 | 42人     |
| 計         | 87事業所 | 418人    |

## 施設
- 八尾高安郵便局（二丁目）
  - かつては1丁目にあったが現在地に移転した。
- 刑部小学校（三丁目）

## 交通

### 主要道路
- 国道170号大阪外環状線 （大字刑部の南東端を通る）
- 大阪府道182号柏村南本町線
- 市道曙川第2号線、市道山本第203号線 （一丁目の北端を東西に通る）

### 鉄道
- 一丁目や二丁目あたりは近鉄高安駅の徒歩圏。大字刑部辺りは恩智駅に近い。

## その他

### 日本郵便
- 郵便番号 : 581-0015[2]（集配局：八尾郵便局[13]）。